# Martial de Limoges
Pour les articles homonymes, voir Limoges (homonymie).
« Saint Martial » redirige ici.  Pour les noms de lieu, voir Saint-Martial. Pour les personnes, voir Martial.
 Martial de Limoges ou saint Martial (IIIe siècle), également appelé l’apôtre des Gaules ou l’apôtre d'Aquitaine, est selon la tradition le premier évêque de Limoges.
Fondateur de l'Église d'Aquitaine, fêté le 30 juin, il est le saint patron éponyme de multiples villes, villages et lieux de cultes catholiques, dont le plus renommé est l'abbaye Saint-Martial de Limoges. Son culte reste aussi très populaire en Limousin.
Si les traditions et les légendes le concernant convergent sur de nombreux points, la chronologie a donné lieu à deux versions nettement différentes. Selon la plus ancienne, Martial fait partie des sept missionnaires qui, au temps de la persécution de Dèce autour de 250, auraient été envoyés évangéliser la Gaule par « les évêques de Rome ». Après la guérison du mal des ardents attribuée à son intercession en 994, le prédicateur de Saint-Martial de Limoges, Adémar de Chabannes, rédige une autre légende qui ramène chronologiquement Martial de Limoges à l'âge apostolique. Longtemps défendue par l'Église catholique, cette thèse, mise en cause par des historiens, n'est définitivement abandonnée qu'au début du XXe siècle.
Conservées à l'église Saint-Michel-des-Lions de Limoges, les reliques de saint Martial donnent lieu à d'importantes ostensions septennales.

## Premières versions de la légende
Les mentions écrites les plus anciennes relatives à Martial de Limoges datent du début du Moyen Âge. Sidoine Apollinaire, évêque de Clermont au Ve siècle, affirme qu’Augustoritum (ancien Limoges) reçut Martial comme évêque.
Selon Grégoire de Tours, dans son Historia Francorum (Histoire des Francs), Martial de Limoges ferait partie des sept missionnaires qui, au temps de la persécution de Dèce autour de 250, auraient été envoyés en Gaule par « les évêques de Rome » pour évangéliser la Gaule. En réalité, l'Histoire des Francs de Grégoire de Tours amalgame des récits d'origines, de dates et de valeurs différentes, pour raconter l'histoire légendaire de ces sept missionnaires : Martial de Limoges, Gatien de Tours, Trophime d'Arles, Paul de Narbonne, Saturnin de Toulouse, Denis de Paris, Austremoine de Clermont. La fondation des premiers évêchés n'est en effet connue le plus souvent que par des traditions locales tardives et légendaires qui visent à prouver l'antériorité d'un siège par rapport à un autre.
Une première vie de Martial, appelée vita antiquior (Vie primitive), est rédigée au VIIIe siècle par un membre du clergé limousin qui développe le récit de Grégoire de Tours,.

## Traces archéologiques
On sait que le premier évêque fut inhumé dans le cimetière situé près de la via Agrippa.
Sur son tombeau fut construite au début du Moyen Âge une abbaye, étape sur la route du pèlerinage de Saint-Jacques-de-Compostelle.
Dans les années 1960, des fouilles sont effectuées à Limoges sur l'emplacement de l'ancienne abbaye Saint-Martial, à l'occasion du creusement d'un parking souterrain sous la place de la République. Dans les restes d'une crypte, un tombeau attribué au saint est découvert ainsi qu'une mosaïque du Haut-Empire témoignant de l'importance du personnage inhumé.

## Saint Martial apôtre des Gaules

### Du «miracle des ardents» à la Vie d'Adémar de Chabannes
Lors d'une crise de mal des ardents en 994, les reliques de saint Martial font l'objet d'ostensions auxquelles les contemporains attribuent le reflux de l'épidémie. Quelques années après, au début du XIe siècle, le prédicateur Adémar de Chabannes développe une nouvelle vie de Martial de Limoges, connue sous le nom de vita prolixior (littéralement « vie plus développée »), appelée aussi Vie récente.
Cette Vie récente est produite lors des conciles de Limoges de 1029 et 1031, présidés par l'évêque de Limoges Jourdain de Laron, puis de celui de Bourges. Elle obtient une large diffusion et des éditions imprimés paraissent dès le XVIe siècle. Placé au rang des apôtres par Jean XIX (1024-1032), saint Martial draine un courant de pèlerinages fructueux pour l’abbaye Saint-Martial de Limoges et la ville.

### Contenu de la Vie écrite par Adémar de Chabannes
Selon cette version largement répandue, Martial aurait été de la tribu de Benjamin et proche parent en ligne droite du premier martyr saint Étienne. Il serait né près de Ramah, dans un village ou l'on voyait encore au XVIe siècle une église qui lui était dédiée. À peine âgé de quinze ans, il se serait mis à la suite de Jésus-Christ, qu'il n'aurait plus quitté, tout en s'attachant particulièrement à saint Pierre.
Ainsi Adémar de Chabannes écrit : « Martial vécut au temps de Jésus et le suivit avec sa famille dès sa plus tendre enfance. Il reçut le baptême dans les eaux du Jourdain. (...) Jésus prit pour exemple le petit Martial en prononçant ces paroles : " Si vous ne vous rendez pas semblables à cet enfant, vous n'entrerez pas dans le royaume des cieux " (Mt XVIII, 3). Martial est le petit garçon qui apporta les poissons lors de la multiplication des pains dans le désert ».
Dans le même but, Adémar de Chabanne rapporte le récit de multiples miracles.
« Il suivit le Christ jusqu’à Jérusalem où il servit lors de la Cène. Auparavant, Jésus aurait demandé à saint Pierre d’envoyer Martial en Gaule. Avec deux compagnons, Alpinien et Austriclinien, Martial, le bâton de saint Pierre à la main, partit évangéliser le peuple des Lémovices. Sur le chemin, Austriclinien mourut – on ne sait de quoi –, Martial prit son bâton et toucha son compagnon défunt qui ressuscita. Il entra sur la terre du Limousin par Toulx, il y  guérit une possédée qui était la fille d’Arnulfus ainsi qu'un jeune garçon, le fils de Nerva, qui allait périr étouffé ; les habitants, devant les miracles accomplis, se convertirent ».
« Sur sa route, vers Augustoritum, il traversa Ahun où il rendit la vue à des prêtres païens qui l’avaient molesté, c’est alors que le démon sortit d’une statue de Jupiter qui se brisa. Martial guérit un paralytique qui lui avait demandé de l’aide. Le Christ apparut à Martial, lui ordonnant de quitter la ville d’Ahun pour continuer sa mission : “Ne crains pas de descendre à Limoges, où je te glorifierai et serai toujours avec toi.” Arrivant dans la capitale des Lémovices, Martial guérit un dément en présence de son hôtesse Suzanne et de sa fille Valérie. Mais deux prêtres païens, André et Aurélien, firent emprisonner les trois compagnons ; les deux gallo-romains furent frappés par la foudre qui les tua. Martial les ressuscita, puis aussitôt après les deux païens confessèrent tous leurs péchés. Après le miracle de sainte Valérie – voir ci-dessous –, Martial ressuscita son bourreau et Hildebert, fils du comte de Poitiers, qui s’était noyé dans la Vienne. Les trois évangélisateurs partirent convertir le reste de l’Aquitaine, ils arrivèrent à Bordeaux où Martial guérit Sigisbert, comte de la cité, qui était paralysé. La ville fut alors victime d’un incendie, mais Martial de son bâton éteignit le feu. Il partit alors pour Poitiers où le Christ lui apparut, annonçant les martyres de saint Pierre et saint Paul ; quelque temps plus tard, il lui réapparut, lui affirmant qu’il allait bientôt mourir. Martial retourna à Limoges et choisit comme successeur Aurélien de Limoges, l’ancien prêtre païen ; l’évangélisateur mourut lors d’une messe à laquelle assistaient de nombreux fidèles qui virent l’âme de l’apôtre s’élever vers le ciel. Le premier évêque de Limoges fut enterré hors de la ville ; sur le parcours du cortège funéraire un paralytique fut guéri, le premier d’un long cortège de malades qui viendraient demander leur guérison sur le tombeau de saint Martial ».

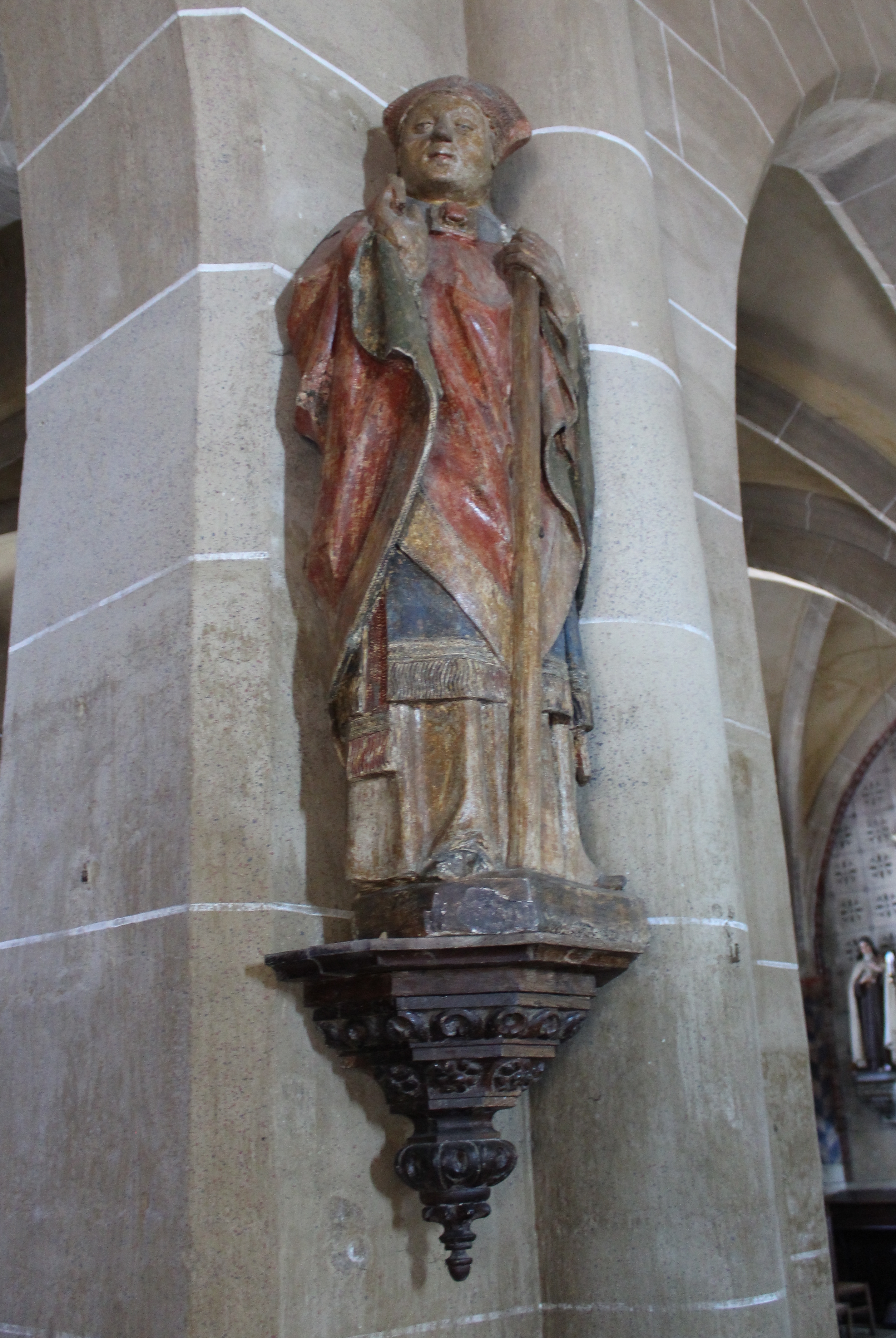
Statue de saint Martial (XVe), polychrome en pierre calcaire, église de Chamboulive.
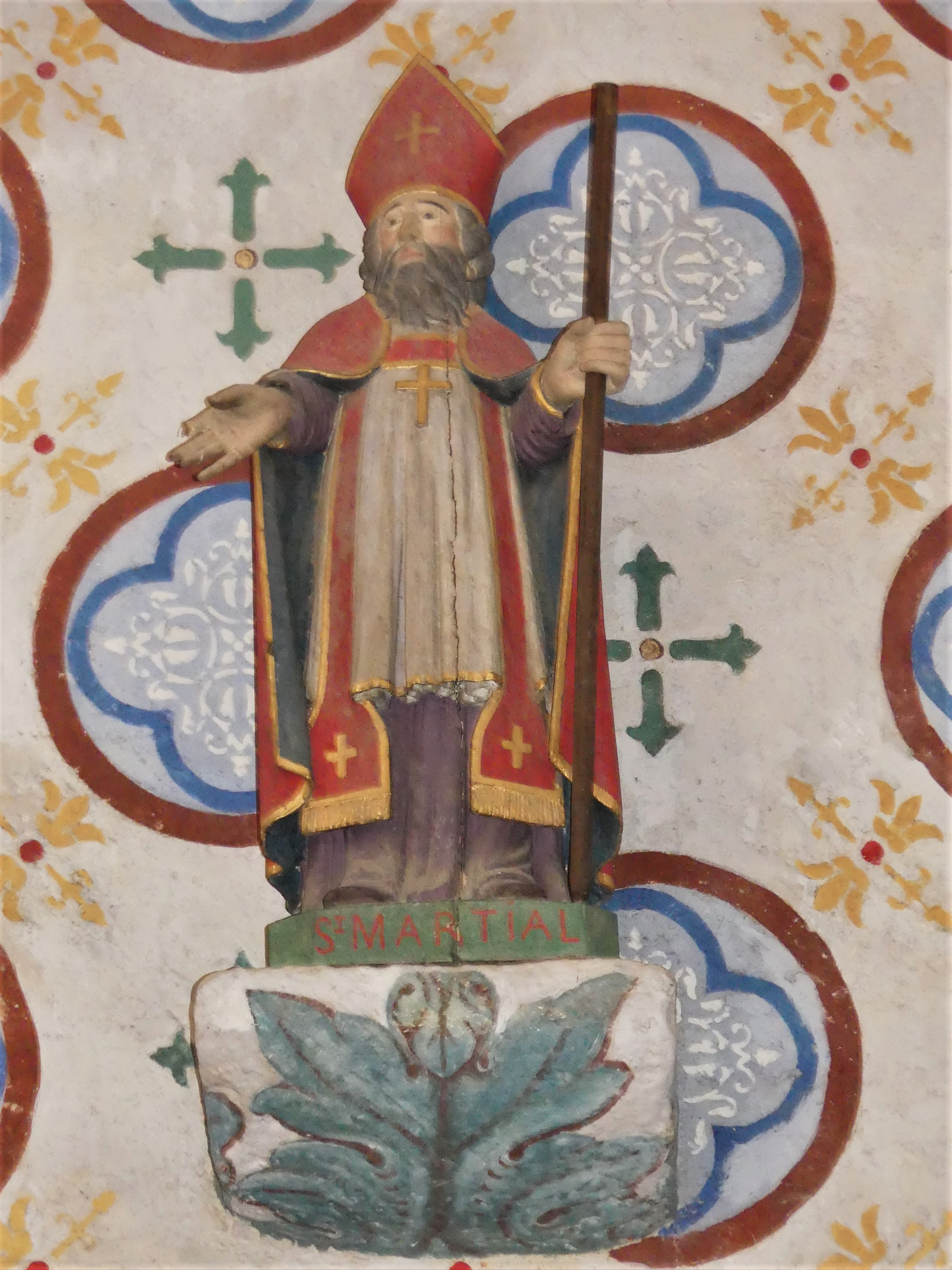
Statue de saint Martial, église de Naillat.
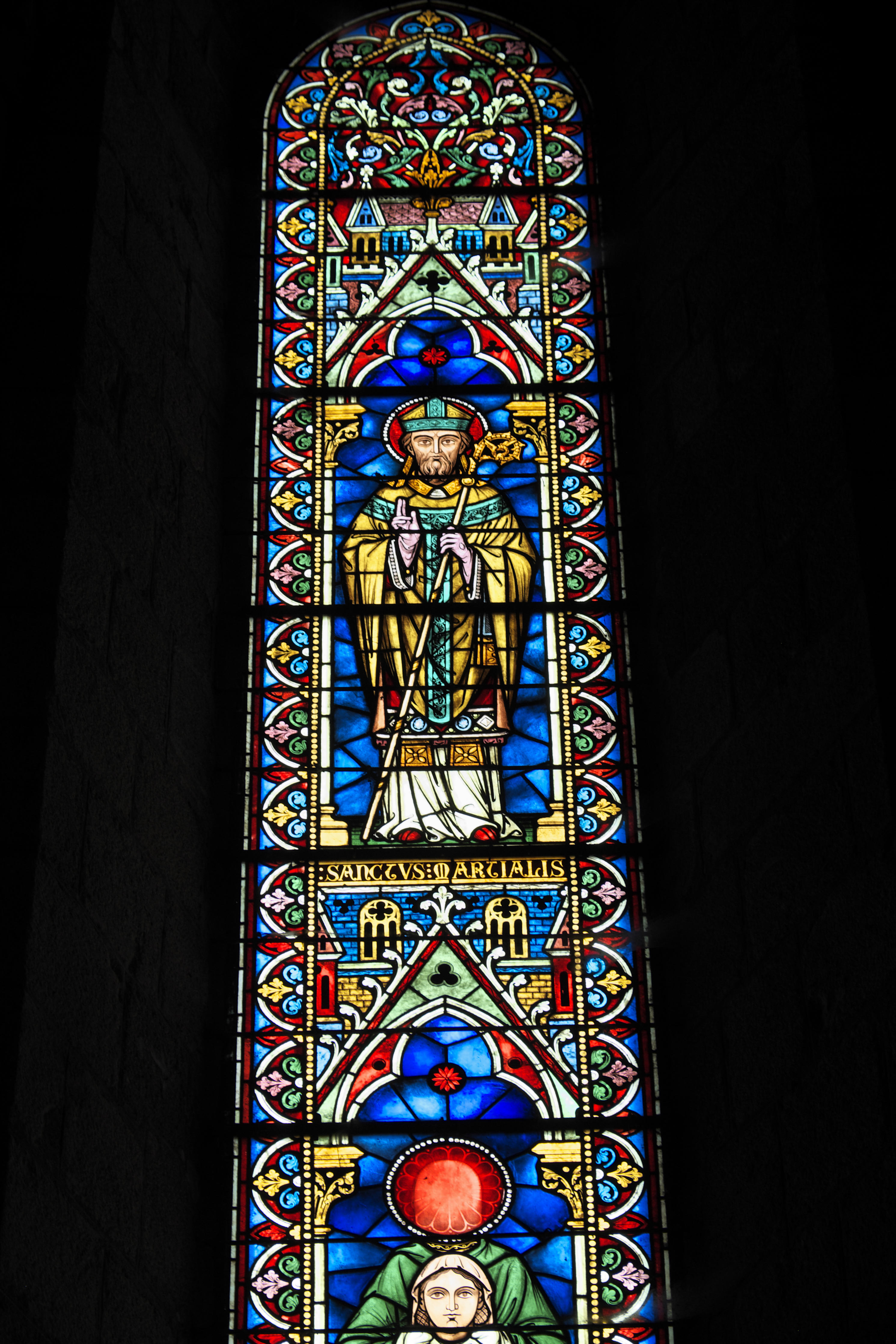
Verrière représentant saint Martial, collégiale Notre-Dame de La Souterraine (Creuse).
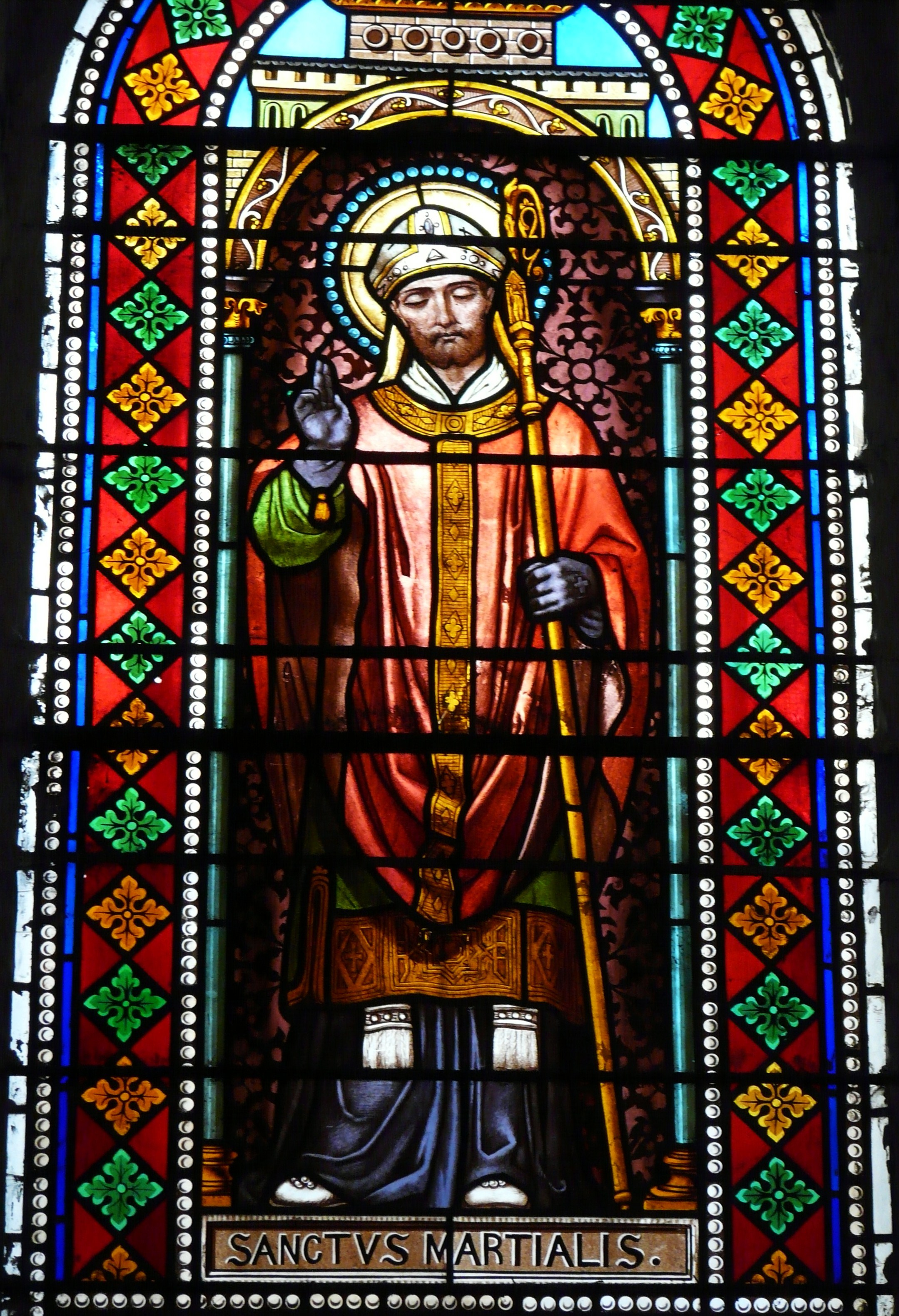
Détail d'un vitrail représentant saint Martial, église Saint-Martial de Thenon (Dordogne).
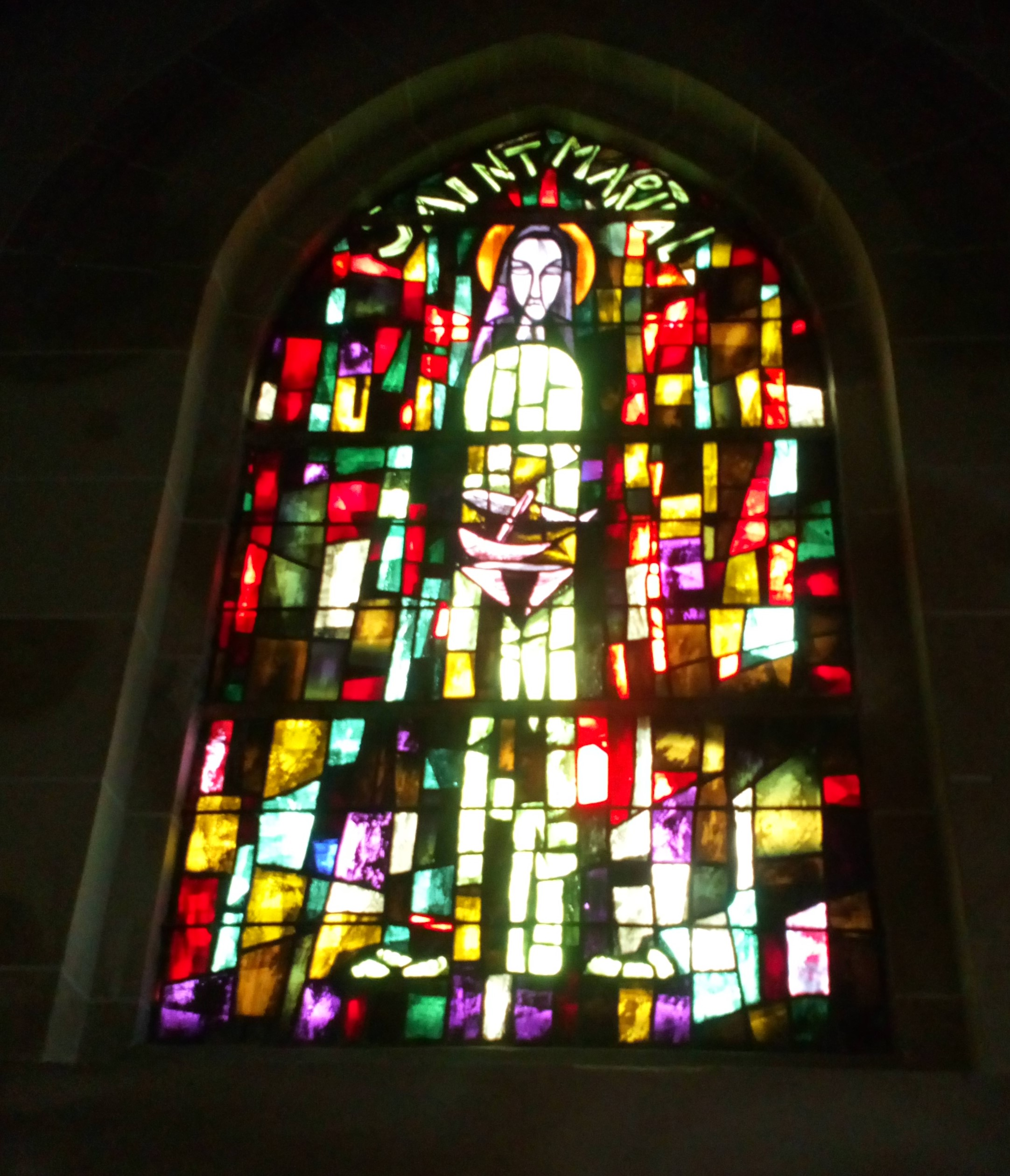
Verrière représentant saint Martial, église Saint-Martial de Soyécourt (Somme).

### Affirmation et contestation de l'apostolicité de Martial
Les premières versions imprimées sont repris au XVIIe siècle par le père Bonaventure de Saint-Amable (v. 1610-1691) dont l'œuvre est à l'origine des multiples biographies de saint Martial et de sainte Valérie publiées au XIXe siècle.
Martial reste vénéré comme apôtre jusqu'en 1850 dans la liturgie de l'Église limousine. Cette apostolicité, maintenue par la sacrée congrégation des rites, est confirmée par décret du 18 mai 1845 de Pie IX. En 1855, elle reste défendue à Limoges même par le chanoine François Arbellot, membre de la Société archéologique et historique du Limousin, dans sa Dissertation sur l'apostolat de saint Martial et l'antiquité des églises de France.
Bien que la thèse de l'apostolicité soit dénoncée dès le XVIIe siècle, il faudra attendre les travaux de Charles de Lasteyrie, puis d'Alfred Leroux, qui démontrent l'action d'Adémard de Chabannes, pour clore le débat sur l'apostolicité de saint Martial. Cette affirmation est finalement abandonnée par l'Église catholique au début du XXe siècle[réf. nécessaire].

## Héraldique

Blason de la ville de Limoges.

Le portrait et les initiales de saint Martial figurent sur le blason de la ville de Limoges et il est également cité dans la devise de la ville : Dieus gart la vila e sent Marsals la gent (occitan) : Dieu garde la ville et saint Martial le peuple.

## Le culte
La reconnaissance de Martial comme apôtre renforce le succès du pèlerinage à Limoges. L'abbatiale romane dédiée au Sauveur était une des plus belles églises du sud de la France. La bibliothèque des moines, en grande partie conservée à la Bibliothèque nationale de France, est d'une grande richesse, les enluminures des manuscrits sont de magnifiques témoins de l'art roman. Les émaux qui y étaient produits eurent une renommée immense dans l'Occident chrétien.
Dès la fin du XIIe siècle, de nombreuses confréries voient le jour pour honorer saint Martial et participer à son culte autour de ses reliques. La première fut celle "du Luminaire devant le sépulcre", puis, celles "des Oboles", celle de Saint-Martial-du-Sépulcre" et la grande confrérie de saint Martial, la seule subsistante de nos jours.
Le culte de saint Martial se perpétue encore aujourd'hui lors d'ostensions, qui se déroulent tous les sept ans à Limoges. Les plus récentes ont eu lieu en 2023, toujours lors de la fête de la Divine Miséricorde, c'est-à-dire le samedi et le dimanche qui suivent Pâques.

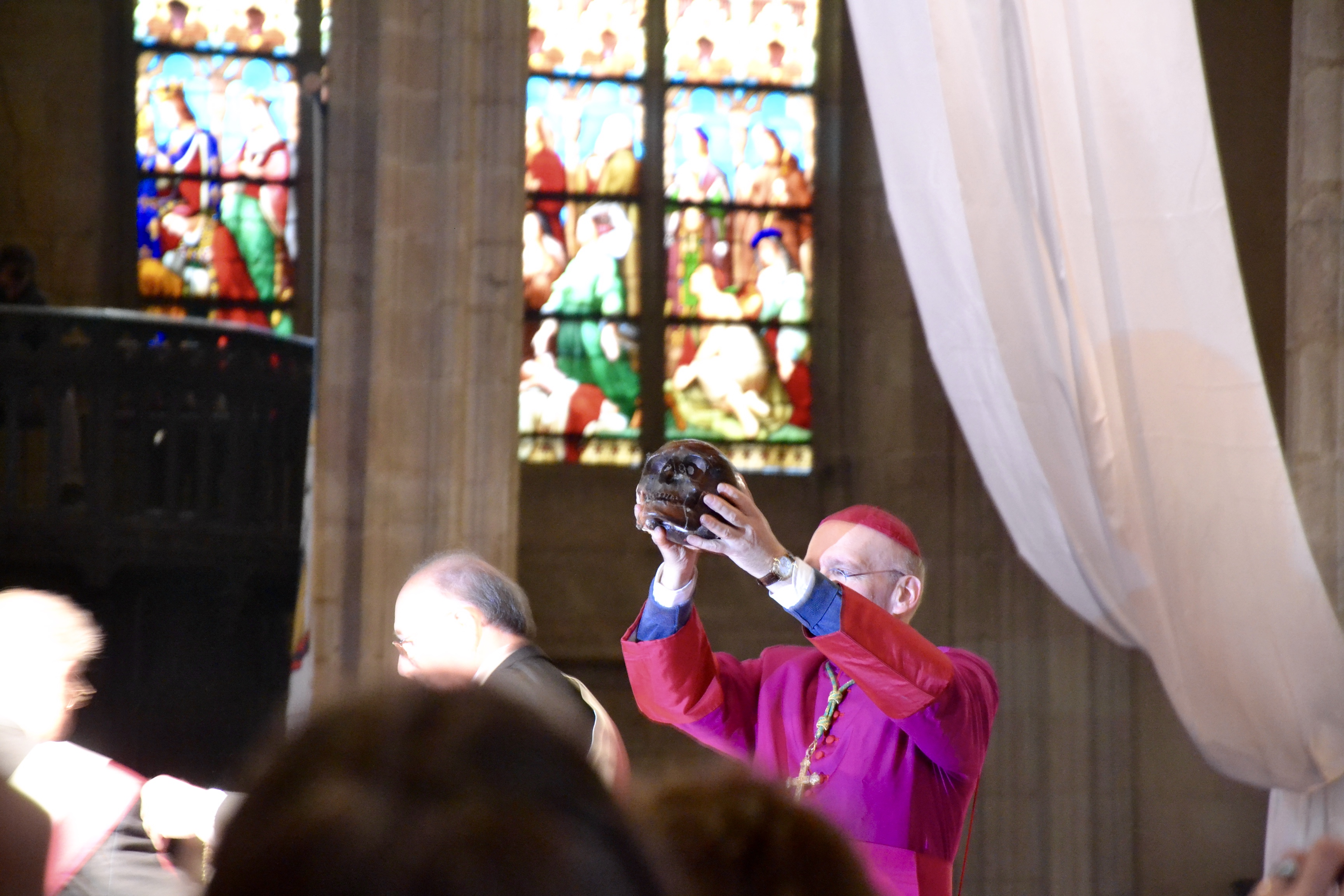
Présentation de la relique de Saint Martial aux fidèles lors des Ostensions de 2016 à Limoges.
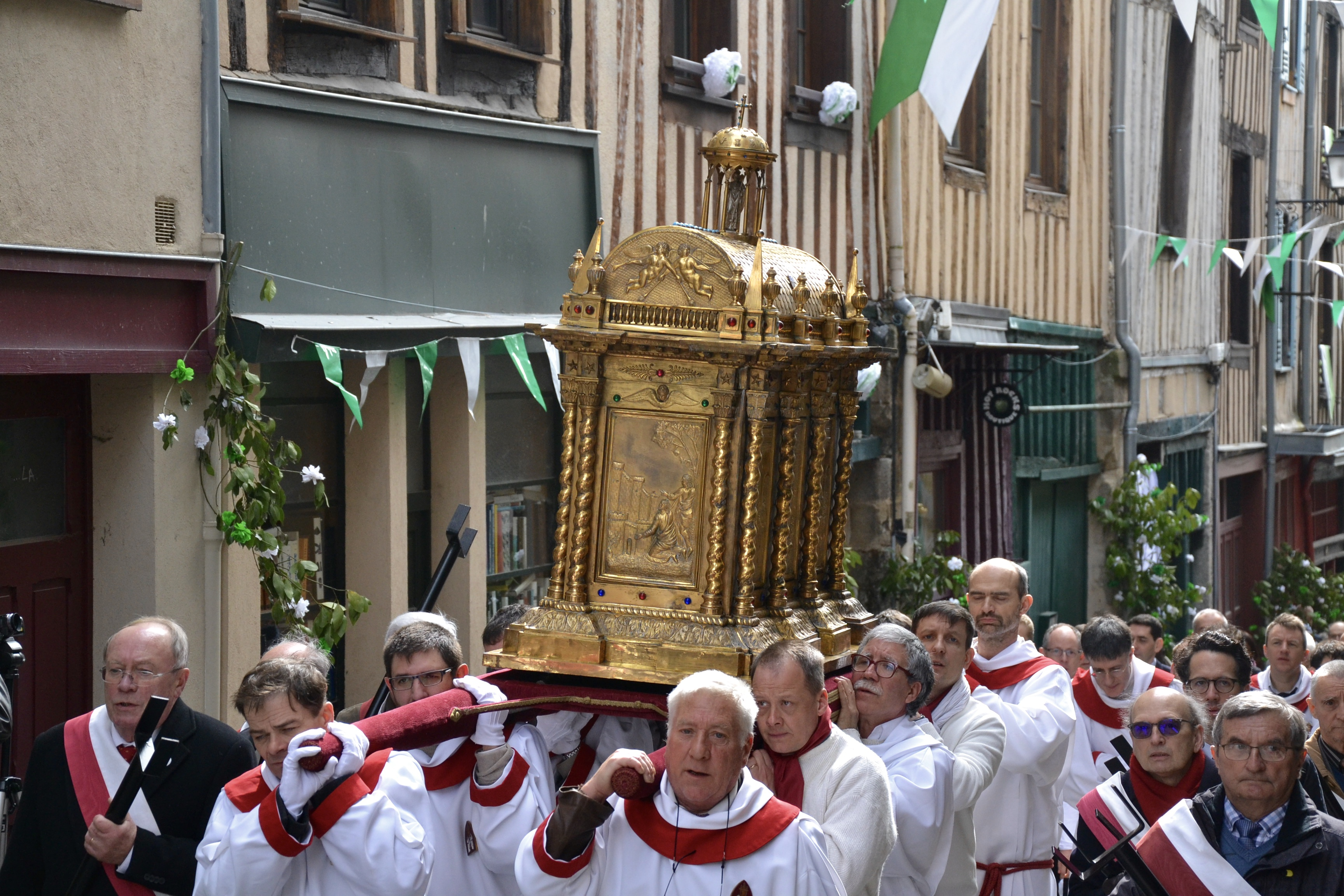
Ostension de la châsse de Martial lors des Ostensions de 2016 à Limoges.